# L'Alzina d'Alinyà
L'Alzina d'Alinyà és un nucli de població del municipi de Fígols i Alinyà, a l'Alt Urgell. L'any 2019 tenia 20 habitants i és situat a 1.365 metres d'altitud en un coster sota el serrat del Prat de l'Anca, entre el torrent de l'Alzina i el torrent d'Alinyà, que conflueixen. Damunt el torrent de l'Alzina hi ha un pont de pedra d'un sol ull. El poble es troba a la vora del camí d'Alinyà a la Vansa. En destaca especialment l'església de Sant Bernabé, romànica, amb nombroses modificacions d'època moderna.
Dins d'aquest, es poden trobar dos barris ben diferenciats: la Plaça (l'Alzina) o la Raval (part superior).

## Situació
Al nord limita amb la Vansa, a l'est amb Coll de Nargó, a l'oest amb Tuixén i al sud amb el Port del Comte.
| Montan de Tost i Organyà | Sisquer         | Ossera i Tuixent                  |
| Fígols i Coll de Nargó   | Rosa dels vents | La Coma                           |
| Alinyà                   | Odèn            | Canalda i Sant Llorenç de Morunys |

## Festa Major[calcitació]
La festa Major de l'Alzina d'Alinyà coincideix amb la fi de la d'Alinyà. Comença, aproximadament pels voltants del dia 15 d'agost, a la plaça de l'Alzina, on es troba el bar que l'Associació de Festes de la Vall d'Alinyà ha muntat per celebrar la festa major, així com l'escenari.
S'hi fan diferents actes com:
- Caminada Popular de l'Alzina: cada any s'escull un lloc proper al poble per fer la caminada. L'any 2015 ha assolit la seva desena edició.
- Sopar de Germanor a la plaça de l'Alzina: habitualment després del sopar es fa un ball per part d'alguna banda musical propera al municipi.
- Missa i ofrena a l'església de Sant Bernabé, patró de l'Alzina d'Alinyà: seguidament també s'organitza un ball de tarda i s'ofereix als assistents coca i xocolata per celebrar el dia oficial de la festa major, el 15 d'agost.
- L'arengada de l'Alzina: berenar que se celebra l'últim dia de la festa major per marcar el punt final a la festa major d'agost. I per acabar, el ball amb l'orquestra de torn.
- A vegades s'han organitzat jocs i/o gimcanes pels més petits, ja que ells també gaudeixen de la festa major de l'Alzina.
- Ocasionalment s'ha gaudit amb l'espectacle per part d'un discjòquei que ha amenitzat la festa major, acabats els balls de tarda i nit habituals.

## Restaurants
Per anar a menjar hem de baixar cap a Alinyà que es troba a 8 km de l'Alzina d'Alinyà. A Llobera hi trobem el restaurant "Ca la Lluïsa del Peretó” i abaix a Alinyà hi trobem el restaurant “Cal Celso”. Als dos restaurants es menja molt bé i el menjar és casolà.